# 존 모리슨 & 더 미즈

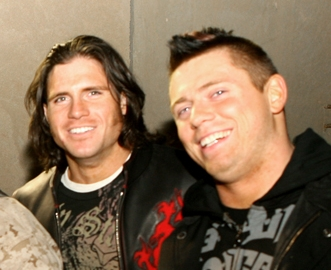
존 모리슨과 더 미즈

존 모리슨과 더 미즈(John Morrison and The Miz)는 월드 레슬링 엔터테인먼트에서 활동하던 태그팀이다. 2007년 처음 활동하였으며, WWE 월드 태그팀 챔피언을 차지하기도 하였다. 미즈가 2009년 WWE 러로 드래프트되면서, 태그팀은 깨졌다. 잘하면 다시 재결합 가능성이 있다. 하지만 다시 재결합 했다.